# Caquelon

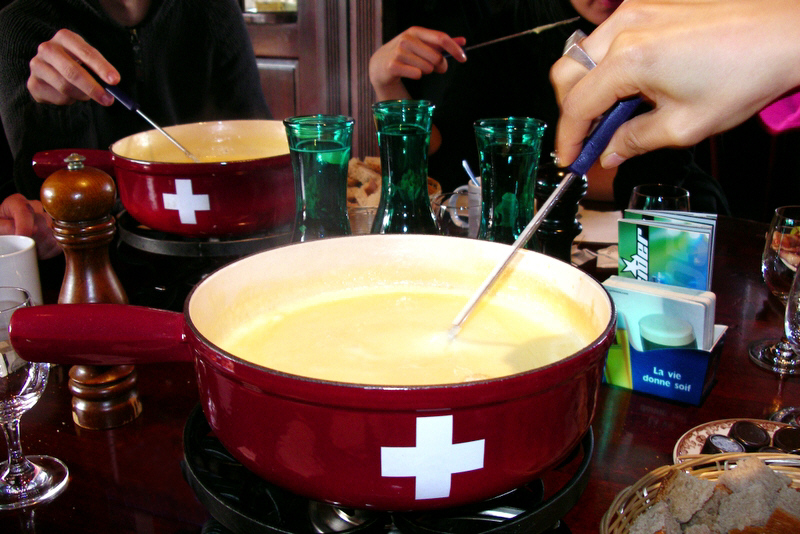
Fondue i en caquelon.

Caquelon, eller fonduegryta, är en ugnsfast lergodsgryta/panna med skaft som används bland annat till fondue, och som är vanligen förekommande i Schweiz, samt i Franche-Comté och Provence i Frankrike.
(se även Lergodslera)